# Psychodancing 2
Psychodancing 2 – to już druga próba przedstawienia znanych polski przebojów i autorskich piosenek w dancingowej aranżacji Macieja Maleńczuka.
W lutym 2010 roku wydawnictwo uzyskało nominację do nagrody polskiego przemysłu fonograficznego Fryderyka w kategorii: album roku pop.
Album uzyskał status platynowej płyty.

## Lista utworów
1. Nie Mogę Ci Wiele Dać
2. Jak To Dziewczyna
3. Taka Bieda (wyk. Paulina Lenda)
4. Cicha Woda (wyk. Zbigniew Kurtycz)
5. Przy Kościele (wyk. Paulina Lenda)
6. Alabama
7. Kolej Rzeczy
8. Muzyk
9. Malowana Piosenka (wyk. Paulina Lenda)
10. Skok Wzwyż
11. Pod Twoim Oknem
12. Medley

## Pozycje na listach
| Lista | Kraj   | Pozycja |
| ----- | ------ | ------- |
| OLiS  | Polska | 3       |